# Шоу, Ким
Ким Шоу (англ. Kim Shaw) — английская профессиональная пулистка и снукеристка.

## Карьера
В начале своей карьеры Ким играла в снукер, и добилась в этой игре нескольких значимых достижений: в 1995 она стала финалисткой женского чемпионата мира, а в 1997 — чемпионата Европы. Некоторое время она занимала ведущие позиции в рейтинге WLBSA (всемирной женской ассоциации бильярда и снукера), но позже начала играть на высоком уровне в пул, и уже в 2002 получила статус профессионального игрока в этом виде бильярда. Ким Шоу выиграла несколько крупных турниров по пулу, а в 2006 заняла 2 место в US Open.
Шоу тренируется с другой известной бильярдисткой — Карен Корр.